# August Claas
August Claas (Herzebrock-Clarholz, 15 dicembre 1887 – Harsewinkel, 12 aprile 1982) è stato un imprenditore tedesco fu il cofondatore della azienda di macchine agricole Claas.

## Biografia
August Claas fu il secondo figlio di Franz Claas e Maria Prövestmann, nato a Harsewinkel. Dall'8 aprile 1913 avviò a Clarholz-Heerde una fabbrica. Il 12 gennaio 1914 fondò, assieme con il fratello Franz, la società Claas. Nel 1921 August Claas brevettò una raccoglitrice, la base dello sviluppo della azienda a livello mondiale. Il 16 luglio 1926 nacque il figlio Helmut Claas.

## Onorificenze
15 dicembre 1952, suo 65º compleanno - Bundesverdienstkreuz I. Klasse e Cittadinanza onoraria di Harsewinkel.
8 marzo 1955 - laurea honoris causa Dr.-Ing. E. h. della Facoltà di Scienza delle Macchine della Technischen Hochschule Carolo Wilhelmina zu Braunschweig.
14 dicembre 1957 - Große Verdienstkreuz e intitolazione di una strada già Neustraße a Harsewinkel in August-Claas-Straße.
15 dicembre 1962 - il ministro dell'agricoltura Gustav Niermann su proposta del Presidente federale riceve la Stern des Großen Verdienstkreuzes des Verdienstordens der Bundesrepublik Deutschland.
17 dicembre 1977 - Ehrenring della città Harsewinkel.
Nel 2008 viene intitolata a Claas la August-Claas-Schule di Harsewinkel.